# Rostam Farrochzād

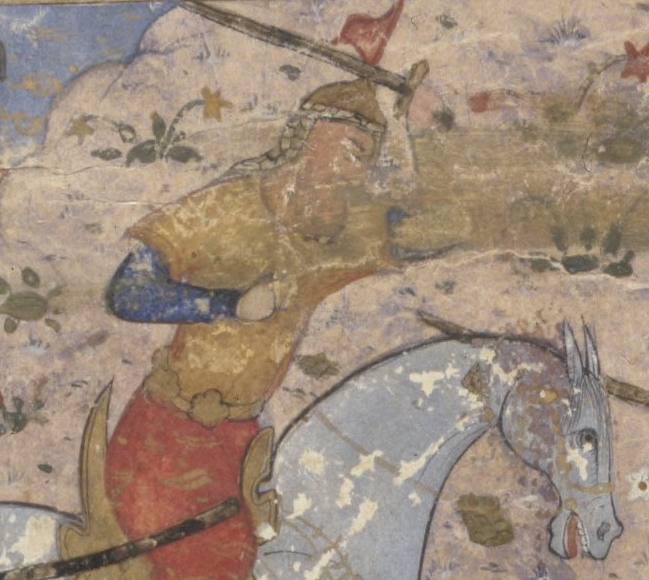
Rostam Farrochsad im Schāhnāme

Rostam Farrochzād (persisch رستم فرّخزاد Rustam Farruchzād‎; † 636) war Ērān Spāhbed („Reichsfeldherr“) im Sassanidenreich unter Yazdegerd III. Er lebte in der Zeit, in der sich das Sassanidenreich – letztlich erfolglos – gegen die Islamische Expansion zu wehren versuchte.

## Leben
Rostam stammte entweder aus Persarmenien oder, wahrscheinlicher, aus Medien und diente zusammen mit seinem Bruder Churrazād in der persischen Armee. Wohl 633 wurde er vom neuen Großkönig Yazdegerd zum Oberbefehlshaber der sassanidischen Truppen ernannt; in dieser Eigenschaft konnte er eine erste Attacke der seit 633 angreifenden Araber in der Schlacht an der Brücke erfolgreich abwehren. Allerdings konnte er diesen Sieg nicht ausnutzen, da es in Ktesiphon zu einer Revolte kam: Offenbar begehrte eine Adelspartei aus der Persis gegen die Dominanz der medischen Gruppe um Rostam auf. Statt die geschlagenen Araber zu verfolgen, musste Rostam daher mit seinem Heer nach Ktesiphon ziehen.
Er fiel 636 (oder 638) im Kampf gegen die Araber in der Schlacht von al-Qādisīya.

## Rostam Farrochzād imSchāhnāme
Gegen Ende des Schāhnāme, des „Königsbuches“ des persischen Dichters Firdausi (940/41–1020), in dem die Regentschaft Yazdegerd III. geschildert wird, berichtet Firdausi von einem angeblichen Brief Rostams an seinen Bruder Khurrazad. Dieser Brief ist wegen seiner kritischen Haltung gegenüber den islamischen Eroberern berühmt.
Firdausi lässt Rostam schreiben:
Ein Weiser wird voll Trauer gesinnt,

Wenn er hört, welches Schicksal uns der Himmel bestimmt:

In den Händen Ahrimans gefangen zu sein,

Macht mich voll Trauer und bringt mir Pein.

Dieses Haus wird keinen König mehr sehn,

Königlicher Glanz und Siege werden vergehn.

Die Sonne blickt auf uns vom Himmel gern,

Doch der Tag unsrer Niederlage ist nicht mehr fern.

Mars und Venus sind gegen uns gestellt,

Das himmlische Gesetz bestimmt den Lauf der Welt.

Saturn und Merkur teilen sich aus,

Und der Merkur steht im Zwillingshaus.

Vor uns liegt Krieg, und der Kampf um die Macht

Das Leben öde, das Herz eng uns macht.

Ich sehe das Schicksal, bin stumm und still,

Mein Mund kein Wort mehr sagen will:

Um die Perser zu weinen, bin ich bereit,

Das Haus Sassan ist dem Untergang geweiht.

Nehmt Abschied vom Glanz, Krone und Thron,

Der König wird fallen und verloren ist schon

Das Reich, das die Araber mit Macht gewinnen,

Wenn die Sterne uns Niederlage und Flucht bestimmen.

Vier hundert Jahre werden vergehn,

Unser Name wird vergessen, unser Ruhm nicht bestehn.

Sie haben uns einen Boten gesandt,

Zu sagen, dass sie uns lassen das Land,

Von Kadesia bis an den Fluss,

Sie wollen nur durch’s Land ziehen zu Fuß.

Sie wollen uns Steuern und Geiseln geben,

Nach Weisung unseres Königs leben.

Doch das sind nur Worte und keine Taten,

Die Wirklichkeit lässt uns anderes erwarten:

Krieg wird es geben und Kampf tut not,

Viele stolze Krieger werden erleiden den Tod.

Und all meine Kommandeure, wie ein Mann,

Wie Merui von Tabaristan,

Wie Armani und Labui,

Kämpfen mit schweren Keulen. Sie

Sagen: Weis' zurück ihr Wort und frag die Gestalten,

Wer sie sind, dass sie es wagen nicht zu halten

Vor Mazandarans Grenzen und Irans Haus.

Zum Guten oder Schlechten gib Befehle aus,

Mit Keule und Schwert und dem nötigen Glück,

Mit heftigem Kampf treiben wir sie zurück.

....
Wenn Minbar und Thron werden eins im Land,
Und Abu Bakr und Omar sind bekannt,
Vorbei ist’s mit unserem Heldentum
Vergessen sind Ehre, vergangen der Ruhm.
Die Sterne sind den Arabern gewogen,
Krone, Thron und König sind aufgehoben:
Ein Irrer wird kommen nach vielen Tagen
Mit seiner Gefolgschaft, uns Regeln zu sagen:
Sie kleiden sich schwarz, jeder einen Kopfschmuck hat,
Ein gewickelter Schal aus schwarzseidnem Brokat.
Keine goldenen Schuhe und keine Fahnen,
Keine Krone, kein Thron wie bei unseren Ahnen.
Im Jubel die einen, in Angst andere leben,
Gerechtigkeit und Wohltat wird es nicht mehr geben.
Bei Nacht ist’s besser, im Verborg’nen schlafen zu gehn,
Denn gierige Augen wollen uns weinen sehn.
Fremde werden regieren uns, und mit Macht
Plündern uns aus, machen den Tag zur Nacht.
Ehre und Gerechtigkeit haben keinen Wert,
Lüge und Betrug werden blühen und verehrt.
Einst stolze Krieger sind ohne Pferd, mit leerer Hand,
Wer mit Waffen prahlt, wird dann Ritter genannt.
Die Landwirtschaft ist ohne Lohn,
Herkunft und Können werden zum Hohn,
Männer werden Diebe und schämen sich nicht,
Fluchen und Segnen ist gleich vor Gericht.
Die Zukunft wird schlechter sein, als was wir gekannt,
Kaltherzige Könige werden regieren mit harter Hand.
Kein Vater wird seinem Sohne vertrau’n,
Und der Sohn wird die Ehre des Vaters nicht schau’n.
Ein missratener Sklave wird uns regieren,
Woher er stammt, wird nicht interessieren.
Sein Wort zu halten, ist niemand bereit,
Zunge und Geist sind voll Schlechtigkeit.
Der Iraner, der Türke, der Araber vergeht,
Stattdessen ein Menschengemisch entsteht,
Das man weder Perser noch Türke noch Araber nennt,
Deren Worte ein Spiel sind, das Handeln nicht kennt.

Männer werden Heilige und Weise mimen,
Um sich mit Lügen ihr Brot zu verdienen.
Der Reiche wird seinen Besitz verbergen,
Doch seine Feinde werden nichts lassen den Erben.
Sorgen und Ärger, Bitterkeit und Leid,

Hält das Schicksal für uns in Zukunft bereit,

So viel wie es Glück unter Bahram uns bot.

Kein Fest, keine Staatsempfänge, nur Elend und Not,

Kein Tanz, keine Musik nichts von allem

Dafür Verrat und Lügen und Fallen,

Saure Milch wird der Trank und grob unser Kleid,

Die Gier nach Geld bringt uns Bitterkeit.

Väter und Söhne werden sich beide belügen

Und sich in falschem Glauben betrügen.

Winter und Frühling werden vergehen,

Ohne ein Fest oder Feier zu sehn.

Kein Wein wird von uns beim Fest genossen,

Stattdessen wird das Blut unserer Brüder vergossen.

Diese Gedanken machen trocken den Mund und bleich die Wange,

Mein Herz wird schwer und mir wird bange.

Seit ich Soldat bin, hab ich nicht gekannt,

Solch dunkle Tage in unserem königlichen Land.

Die Himmel betrogen uns, wiesen ab unser Flehen,

Sie wenden sich ab, Grausames wird geschehen.

Mein stählernes Schwert focht Löw' und Elefant,

Es wird uns nicht schützen, mir ist es bekannt,

Vor den wilden Arabern, und was ich auch sehe,

Es mehret mein Leid nur und macht größer mein Wehe.

Ich wollte, ich wüsste nicht, könnte nicht erkennen,

Das Gute und Schlechte, die Himmel uns nennen.

Die edlen Ritter, die um mich sind,

Verachten Araber, ohne Angst sie sind.

Sie denken, das Schlachtfeld wird eine Flut,

Ein Oxus wird fließen aus Araberblut.

Keiner des Himmels Wille kennt,

Und welche Aufgabe er unserer Armee benennt.

Wenn das Schicksal uns seine Gunst entzieht,

Warum noch kämpfen, warum ein Krieg?

Mein Bruder, möge Gott Dich in Sicherheit bringen,

Dem Herzen des Königs sollst Trost Du bringen.

Mein Grab wird in Kadesia sein,

Das Totenhemd Schild, Blut wird Krone mir sein.

Der Himmel Wille wird geschehen,

Dein Herz soll darüber keine Trauer sehen.

Beschütze den König und sei bereit,

Dein Leben für seines zu geben im Streit.

Die Tage sind nahe, und der Himmel wird sein

Wie Ahrimann, unser bitterster Feind und Pein.